# حرکت انصار ایران
حرکت انصار ایران گروه ستیزه‌جو شبه‌نظامی و یکی از شاخه‌های منشعب‌شده از گروه جندالله است. این گروه پس از دستگیری عبدالمالک ریگی و انفعال در میان سایر اعضاء این گروه، به وجود آمده و در آذر ۱۳۹۰ اعلام موجودیت نموده‌است. حرکت انصار نخستین عملیات خود را در ۲۸ مهر ۱۳۹۱ به انجام رساندند و در طی آن ۲ بسیجی کشته شدند که آن را استون-۱ نامگذاری کردند.

## عملیات انتحاری
در مهرماه ۱۳۹۱ در محل برگزاری نماز جمعه چابهار در مسجد امام حسین این شهر انفجاری رخ داد که بر اثر آن ۲ دانش‌آموز بسیجی شیعه و سنی کشته شده و تعدادی نیز زخمی شدند. گروه حرکت انصار ایران با انتشار تصویر فردی که عامل انفجار انتحاری بود، مسئولیت آن را برعهده گرفته و مدعی شد که این عملیات در پایگاه سپاه پاسداران انجام شده‌است.

## ادغام با گروه دیگر
در سال ۱۳۹۳ حرکت انصار ایران با گروه دیگری در بلوچستان که "حزب الفرقان" نام داشت، ادغام شده و ائتلاف جدیدی را با نام انصار الفرقان را تشکیل دادند.